# Agenda Fox Sports
Agenda Fox Sports es un programa de noticias matutinas del deporte internacional, es producido en México por la cadena Fox Sports México.

## Historia

### Agenda Fox Sports México
La primera emisión se realizó el 9 de noviembre de 2015 por Fox Sports, desde sus estudios en la Ciudad de México. Los presentadores elegidos para conducir la primera etapa del proyecto fueron Fernando Schwartz y Valeria Marín. El 14 de mayo de 2018, Agenda Fox Sports presentó una nueva alineación de presentadores, incluyendo a Rubén Rodríguez, Vero Rodríguez, y Ricardo Garcia. Mónica Arredondo se incorporó al programa en 2019. Y Mariana Velázquez de León se incorporó al programa en 2019 a 2021.

## Conductores

### Fox Sports Norte (México)

#### Presentadores
- Luis Mario Suaret
- Mónica Arredondo
- Rubén Rodríguez
- Mariana Velázquez de León
- Vero Rodríguez

#### Anteriores
- Ricardo Garcia
- Ricardo Murguía
- Fernando Schwartz
- Valeria Marín

### Anteriores Fox Sports Sur (Argentina)
- Emiliano Pinzon
- Jorge Baravalle
- Luciana Rubinska, conductora principal.

#### Anteriores
- Martín Liberman, conductor principal.
- Mica Vazquez
- Sergio Goycochea

### AnterioresFox Sports (Chile)
- Camila Stuardo
- Cristián Uribe
- Gonzalo Quiroz
- Juli Zeitune
- Jorge Gómez
- Lucila Vit
- Rodrigo Herrera
- Rodrigo Sepúlveda

## Horario
Fox Sports Norte
De lunes a viernes de 9:00 a. m. a 10:00 a. m. (hora de la Ciudad de México)
Fox Sports Sur
De lunes a viernes, de 11:00 a. m. a 1:00 p. m. (hora de Buenos Aires, Argentina)